# 프라하 중앙역

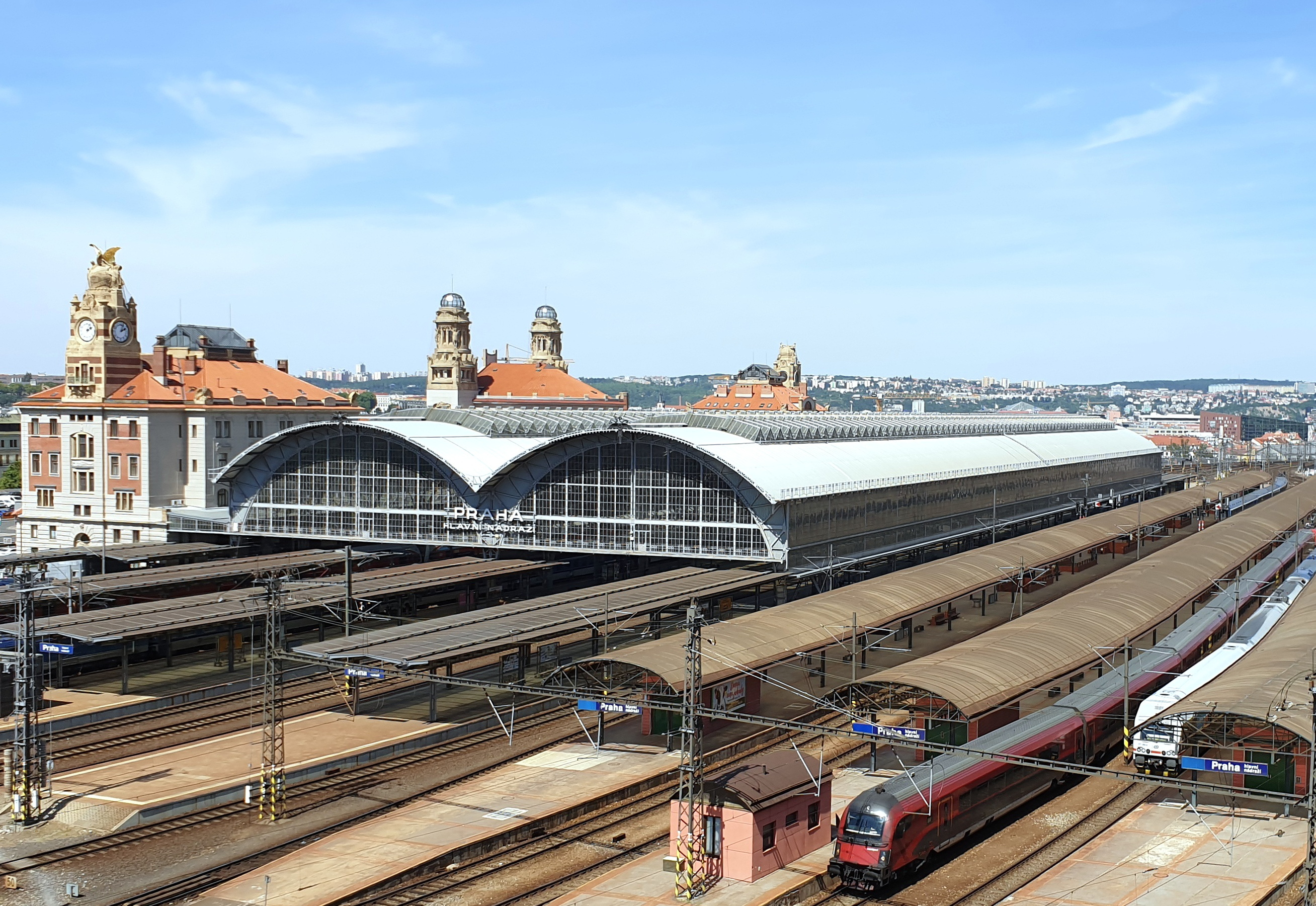
프라하 중앙역

프라하 중앙역(체코어: Praha hlavní nádraží)은 체코 프라하에서 가장 큰 철도역이다. 1871년 오스트리아의 프란츠 요제프 1세의 이름을 따서 프란츠 요제프 역(Nádraží Františka Josefa)으로 개통했다. 제1공화국 시대와 1945년부터 1948년까지 이 역은 미국의 전 대통령 우드로 윌슨의 이름을 따서 윌슨 역(Wilsonovo nádraží)이라고 불렸다.
이 역은 체코에서 가장 큰 아르누보 건축물이다.